# Milcíades (escritor)
Milcíades (em latim: Miltiades) foi escritor eclesiástico grego anti-montanista do século III, citado por Eusébio de Cesareia. Segundo Eusébio, escreveu livro contra o montanismo, que se opunha à obra de certo Alcibíades. Nele, enumerou os que profetizaram sob o novo pacto, entre eles Âmia e Quadrado, ambos de Filadélfia. Também escreveu dois discursos, cada qual num livro, contra os gregos e contra os judeus, acerca das Escrituras. Por fim, dirigiu um pedido de desculpas aos governantes terrenos, em nome da filosofia que adotou.